# Can Caralt Antic
Can Caralt Antic és un edifici del municipi de Mataró (Maresme) que forma part de l'Inventari del Patrimoni Arquitectònic de Catalunya. L'edifici data possiblement de finals del segle xvi o inicis del segle xvii i devia ocupar un espai important dins el conjunt de la ciutat vella de Mataró.

## Descripció

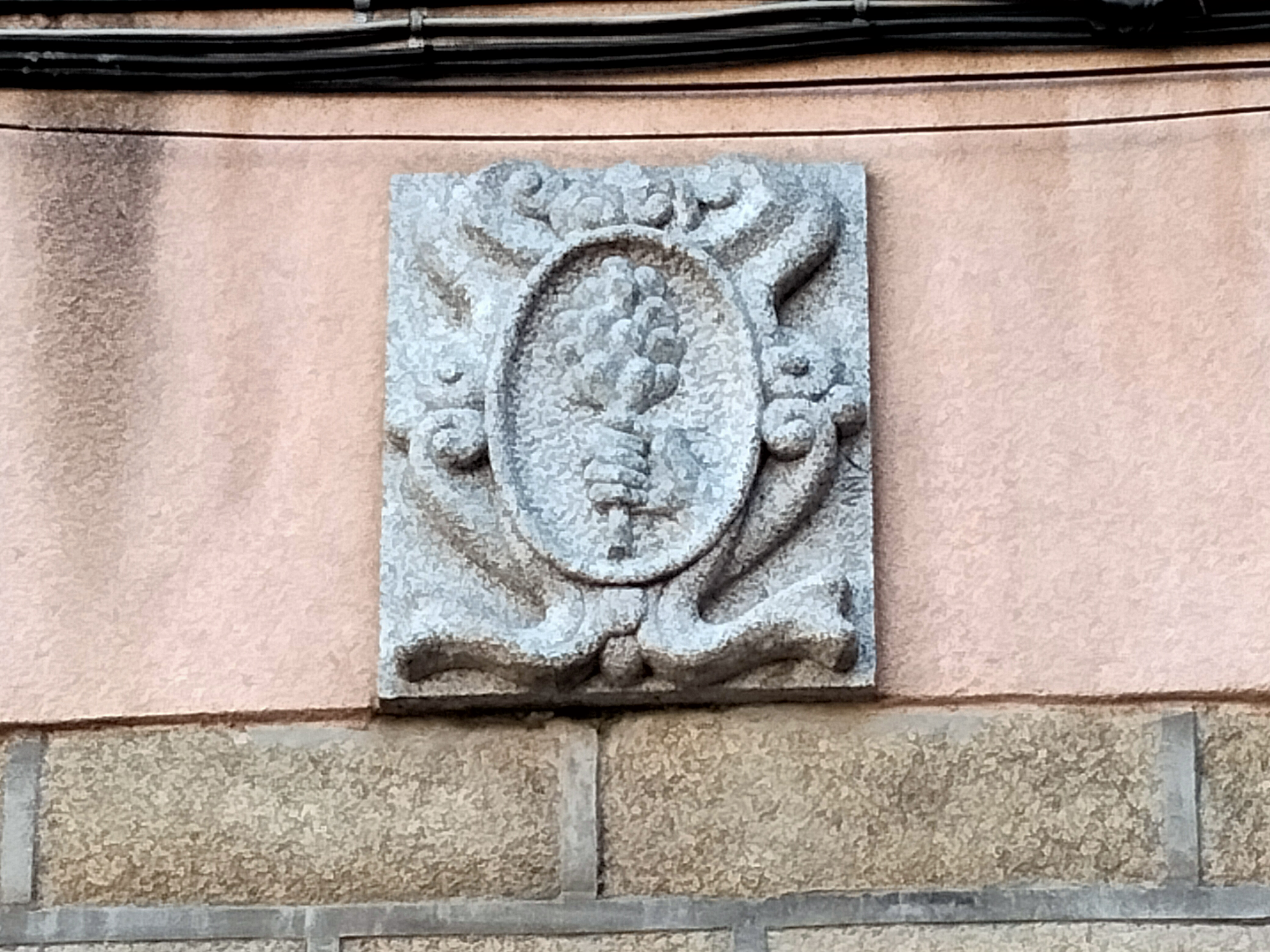
Relleu amb l'escut de Mataró

És un edifici civil, una casa que ocupa una cantonada. Consta de planta baixa i dos pisos i està coberta per una teulada dividida en dos amb diferents alçades. Interiorment té tres cossos perpendiculars a la façana. Les finestres presenten llindes, ampits i brancals realitzats amb carreus de pedra, igual que l'angle de l'edifici i la part inferior d'aquest. Destaca el portal dovellat d'arc de mig punt, situat lateralment a la façana, i una font pública a l'altra banda, damunt la qual hi ha l'escut de la ciutat, esculpit.